# Port lotniczy Comodoro Rivadavia
Port lotniczy Comodoro Rivadavia (IATA: CRD, ICAO: SAVC) – port lotniczy położony w Comodoro Rivadavia, w prowincji Chubut, w Argentynie.

## Linie lotnicze i połączenia
- Aerolíneas Argentinas (Buenos Aires-Jorge Newbery, Córdoba, Mendoza, Neuquén, Trelew)
- LATAM Chile (Buenos Aires-Jorge Newbery)
- Omni Air International (Buenos Aires-Jorge Newbery, Puerto Madryn)